# Mężczyzna, który rozpłynął się w powietrzu
Mężczyzna, który rozpłynął się w powietrzu – powieść kryminalna autorstwa szwedzkiej pary pisarskiej Sjöwall i Wahlöö, wydana w 1966 r. Jest to drugi utwór z cyklu, w którym głównym bohaterem jest Martin Beck. Powieść została w 1980 r. sfilmowana pod tym samym tytułem w koprodukcji węgiersko-niemiecko-szwedzkiej, według scenariusza 	Wolfganga Mühlbauera i w reżyserii Pétera Bacsó. W rolach głównych wystąpili Derek Jacobi oraz Judy Winter.

## Treść
Martin Beck rezygnując z urlopu wyjeżdża do Budapesztu, aby odnaleźć zaginionego tam dziennikarza, Alfa Matssona. W trakcie poszukiwań dochodzi do wniosku, że zaginiony dziennikarz najprawdopodobniej do Budapesztu nie przyjechał, a jego przyjazd na Węgry został sfabrykowany. Aby zweryfikować swe podejrzenia, Beck kontaktuje się z węgierską milicją.